# 埃德·约万诺夫斯基
埃德·约万诺夫斯基（英語：Ed Jovanovski，1976年6月26日—），加拿大男子冰球运动员，场上位置是后卫。他曾代表加拿大国家队参加2002年冬季奥林匹克运动会冰球比赛，获得一枚金牌。